# ملعب سيسل باين
سيسيل باين هو ملعب متعدد الأغراض ويقع في رودبورت، وهي ضاحية من ضواحي جوهانسبورغ، جنوب أفريقيا. وهي تستخدم حاليا في الغالب لمباريات كرة القدم وتم الموافقة عليه كحقل لتدريب الفرق المشاركة في كأس العالم لكرة القدم 2010 بعد أن وصل إلى معايير الفيفا المتوافق عليها.